# Filialkirche Ardning

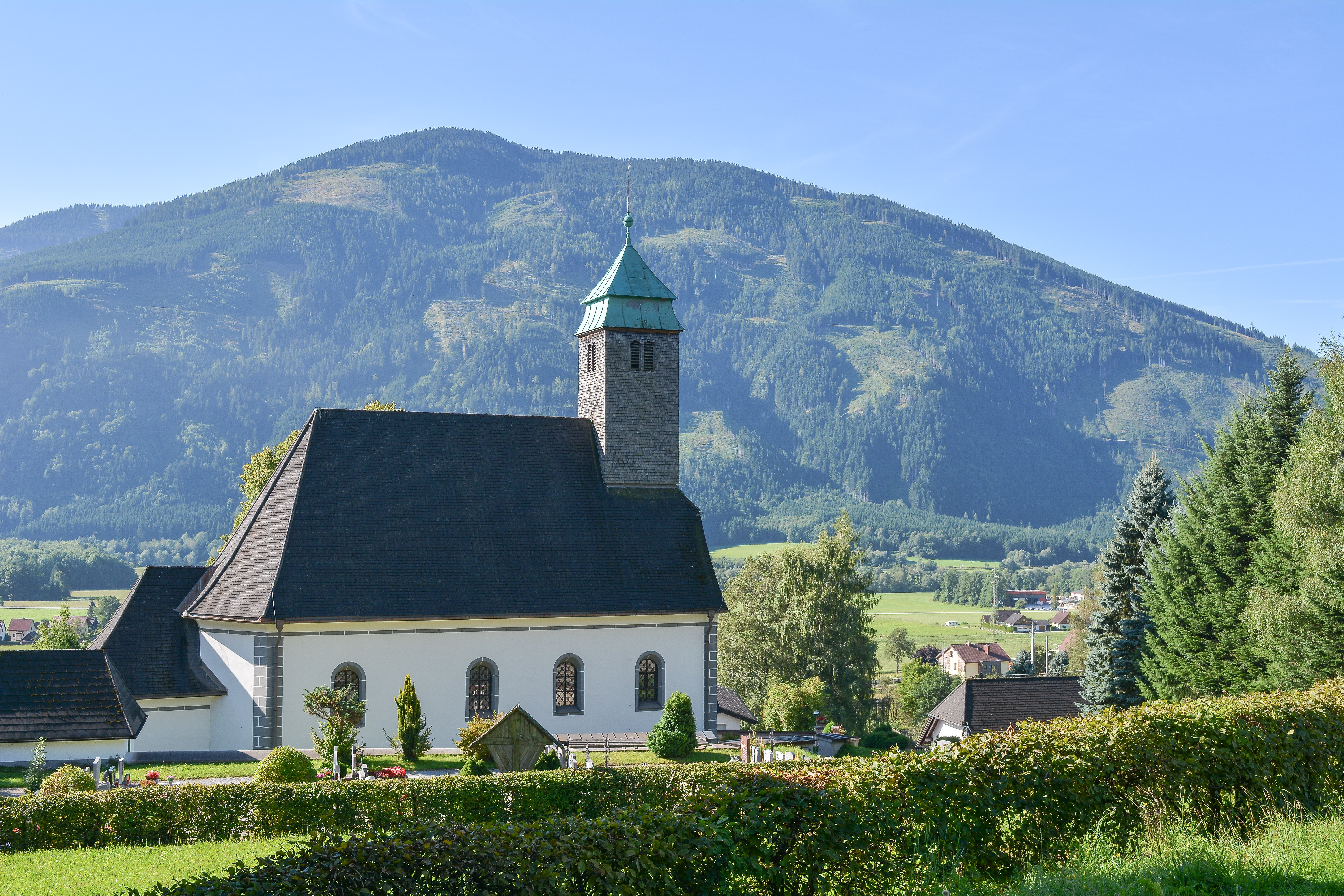
Katholische Filialkirche hl. Johannes der Täufer in Ardning

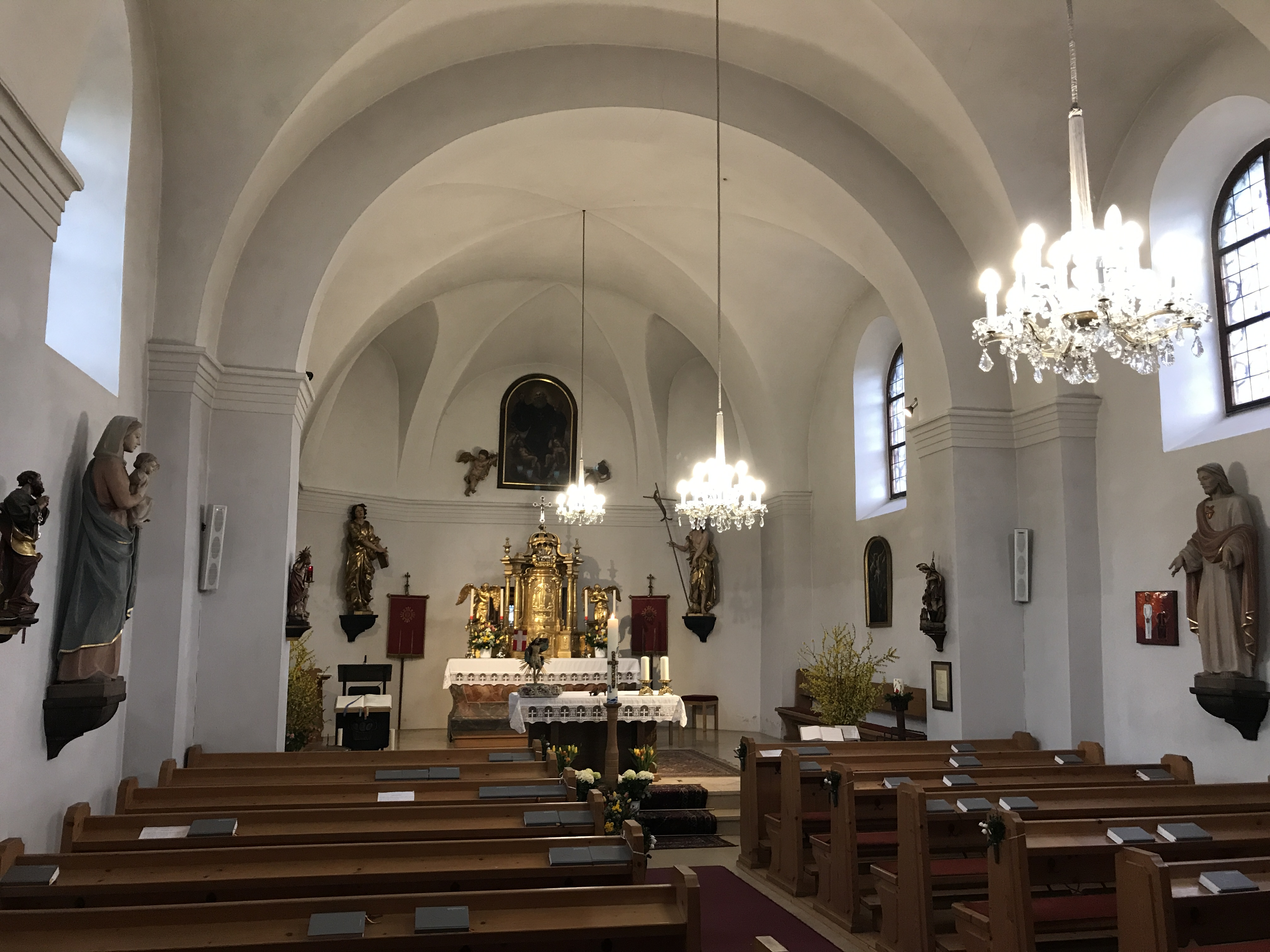
Langhaus, Blick zum Chor

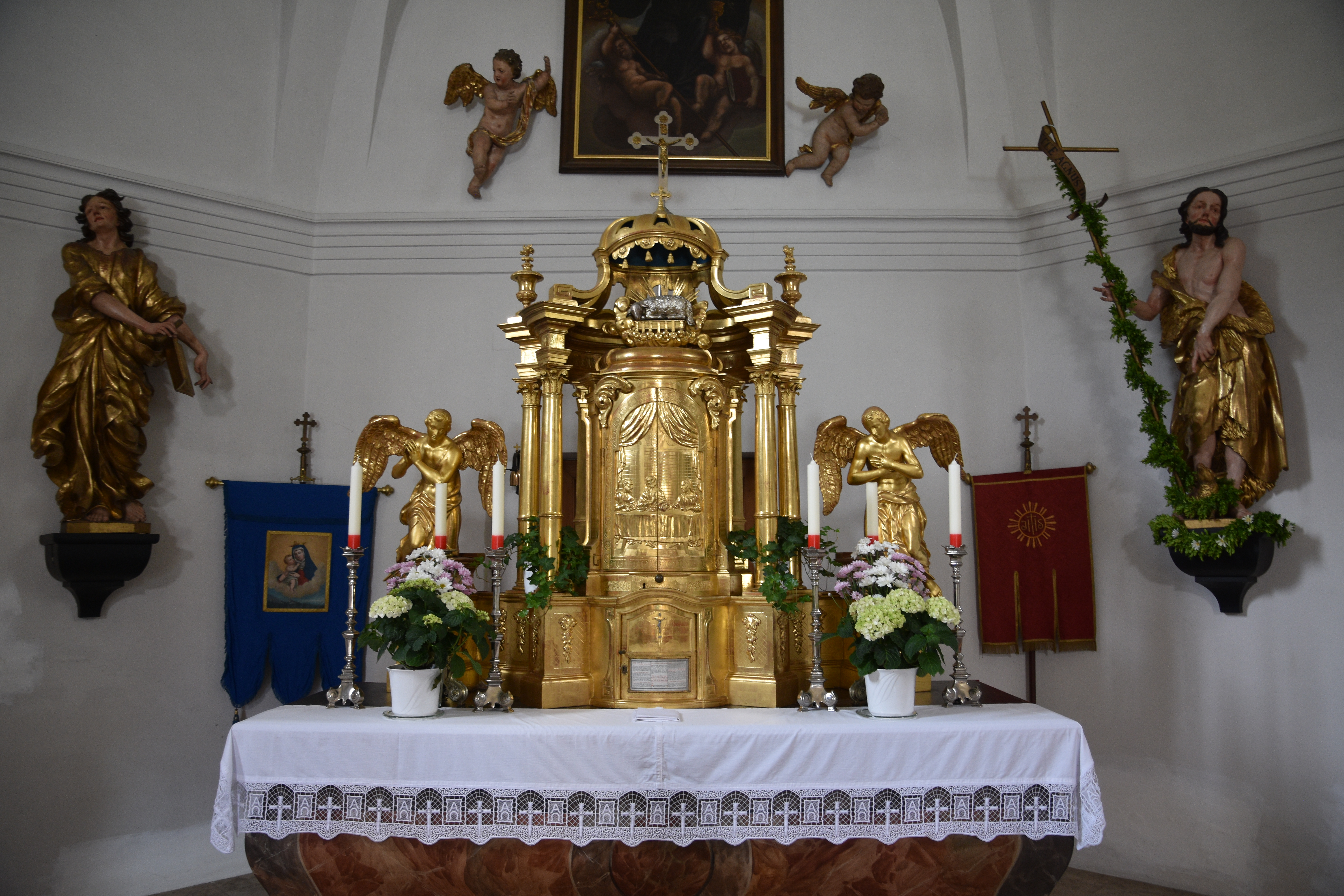
Der Altar der Filialkirche

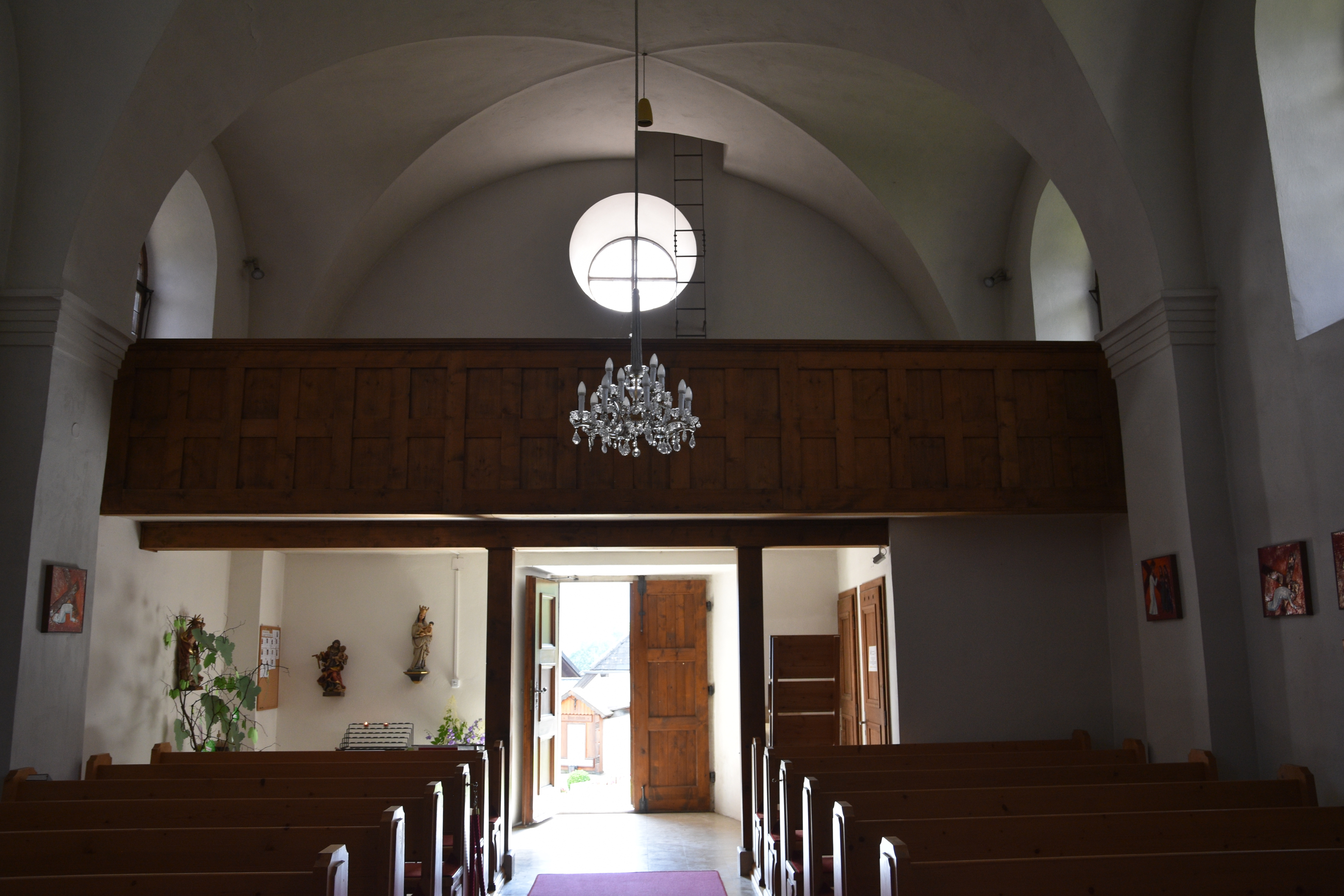
Langhaus, Blick zur Empore

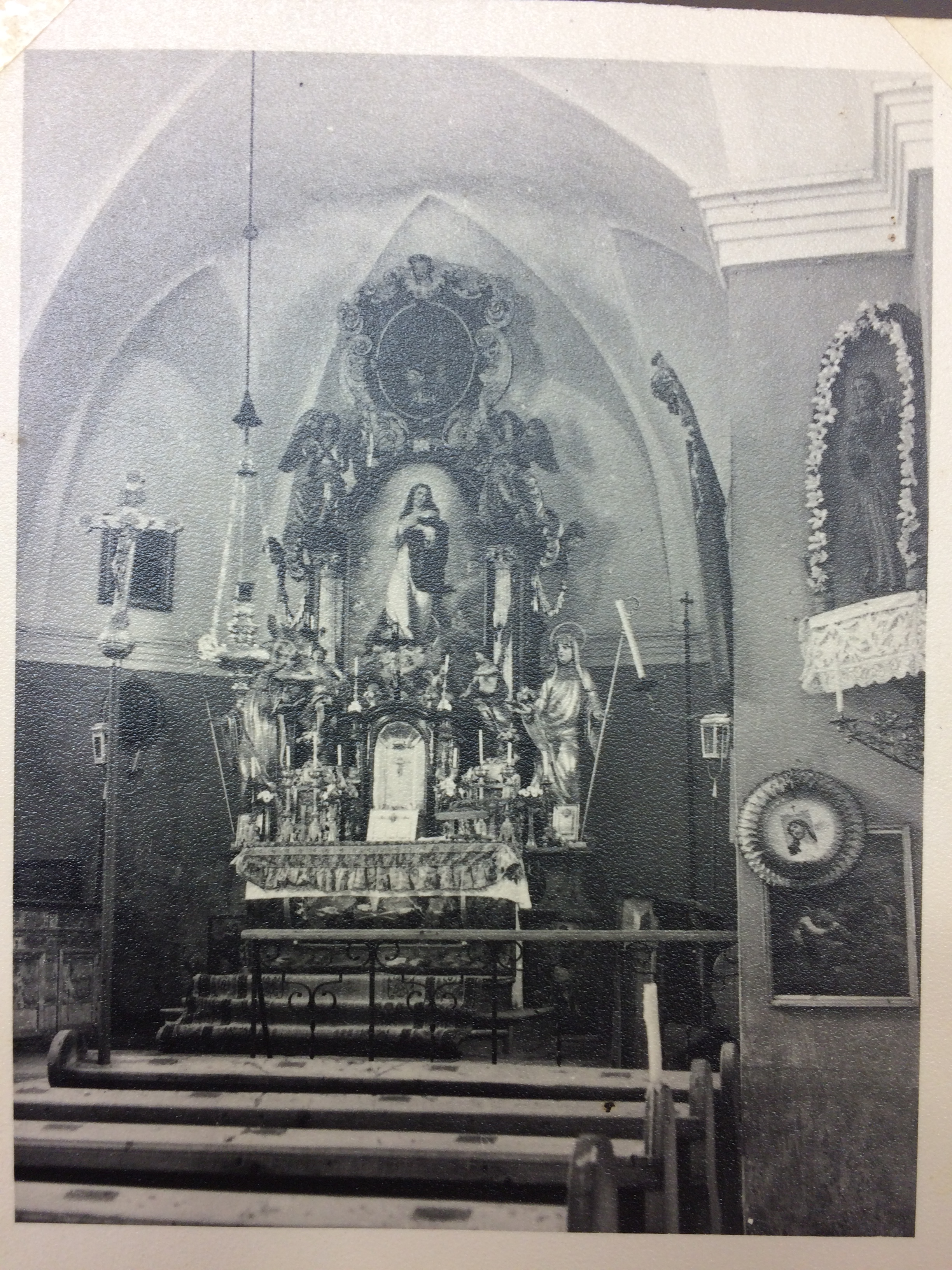
Johanneskirche vor dem Brand 1946

Die römisch-katholische Filialkirche Ardning steht im Ennstal in der Gemeinde Ardning im Bezirk Liezen in der Steiermark. Die dem Patrozinium des heiligen Johannes des Täufers unterstellte Filialkirche der Wallfahrtskirche Frauenberg an der Enns gehört zum Seelsorgeraum Admont in der Diözese Graz-Seckau. Die Kirche und der Friedhof stehen unter Denkmalschutz (Listeneintrag). 

## Geschichte
Das Gemeindegebiet von Ardning gehörte ursprünglich und bereits vor der Gründung des Stiftes Admont (1074) zur großen Mutterpfarre St. Amandus in Admont. Wegen der von Admont weit entfernten Lage der Siedlung in Ardning erschien es wünschenswert, eine eigene Kirche im Ort zu haben, sodass die Bewohner von Ardning nicht zum Gottesdienstbesuch und zum Empfang der Sakramente nach Admont gehen mussten. Wann allerdings in Ardning der erste Kirchenbau entstand, ist nicht bekannt. Doch muss im späten 13. Jahrhundert schon ein Gotteshaus bestanden haben, weil in einem Urbar des Stiftes Admont aus der Zeit um 1280 auch eine „Mesnerkeusche“ genannt wird. Nicht ganz zufällig ist wohl auch das Patrozinium gewählt worden: Johannes der Täufer hat man häufig solche Kirchen geweiht, die ursprünglich nicht den Sitz einer eigenen Pfarre bildeten, sondern zunächst nur mit dem Taufrecht und meistens auch mit dem Begräbnisrecht versehen waren. In Ardning dürfte beides von Anfang an bestanden haben, denn der Friedhof, der die Kirche umgibt, ist wohl schon sehr früh angelegt worden. Nach alter Überlieferung hat Abt Georg Lueger von Admont das Gotteshaus um 1410 im gotischen Stil neu errichten lassen, und aus dieser Zeit könnte zumindest noch ein kleiner Teil des Mauerwerks von Presbyterium und Langhaus stammen. Um ebendiese Zeit entstand auf dem nahegelegenen Kulm die bald zu großer Bedeutung gelangte Marienwallfahrt, wo die Seelsorge zunächst ebenfalls direkt vom Stift Admont ausgeübt wurde, bis um die Mitte des 16. Jahrhunderts die selbstständige Pfarre Frauenberg entstand. Ardning mit seiner Johanneskirche wurde nun dieser neuen Pfarre unterstellt. Aus der Zeit um 1590 ist bekannt, dass der Pfarrer von Frauenberg oder sein Kaplan an sieben Tagen im Jahr nach Ardning kam, um hier Gottesdienst zu feiern. 
Im 17. Jahrhundert ließ der Admonter Abt Raimund von Rehling die Ardninger Kirche durchgreifend im Stil des Frühbarock erneuern. Am 16. August 1666 nahm er die Neuweihe des Gotteshauses vor. Im Zuge der von Kaiser Joseph II. betriebenen Neuregelung und Verdichtung des Pfarrnetzes war auch an der Johannes-Kirche die Schaffung einer sogenannten „Lokalkuratie“ vorgesehen, die mit einem Admonter Benediktiner zu besetzen war. Der Seelsorgesprengel wurde zur Gänze dem Pfarrgebiet von Frauenberg entnommen, und im Herbst 1786 trat P. Nonnosus Streubl OSB als erster „Lokalkurat“ von Ardning seinen Dienst an, nachdem das alte Mesnerhaus zum Pfarrhof umgestaltet worden war. 
1878 wurde diese selbstständige Lokalkuratie Ardning aufgehoben und der Seelsorgesprengel wieder der Pfarre Frauenberg angegliedert.
1946 entstand durch Funkenflug der nahen Eisenbahn ein verheerender Großbrand, der das Gotteshaus und den Pfarrhof weitgehend einäscherte und einige unersetzliche Kunstwerke zerstörte, darunter zwei Engel des Bildhauers Josef Stammel und eine spätgotische Anna-Selbdritt-Gruppe.  Beim zu einem großen Teil aus Versicherungsgeldern finanzierten Wiederaufbau übernahmen die Diözese Seckau den Kirchenbau und das Stift Admont die Errichtung eines neuen Pfarrhofes. Die Ardninger Johanneskirche wurde in einem schlichten, dem Barock angelehnten, Baustil wiedererrichtet.
2023 bis 2024 wurde die Filialkirche unter dem gegenwärtigen Vikar P. Maximilian Schiefermüller im Inneren renoviert. 

## Architektur und Ausstattung
Die Filialkirche Ardning ist ein einschiffiges Gotteshaus mit einem Kreuzgratgewölbe auf Wandpfeilern.
Zentrum ist der barocke Tabernakelaufbau, der 1980 aus dem Schloss Premstätten hierher übertragen wurde. Darüber befindet sich ein Altarbild mit der Darstellung des heiligen Benedikt von Nursia, umgeben von vier Barockengel. In der Apsis stehen auf Konsolen die qualitätsvollen Statuen der heiligen Johannes der Täufer (Kirchenpatron) und Johannes Evangelist, aus dem späten 17. Jahrhundert oder frühen 18. Jahrhundert, sie wurden 2016 aus der Pfarrkirche Frauenberg hierher übertragen. Der Kreuzweg ist ein Werk der Benediktinerin Basilia Gürth OSB. Die Statuen im Langhaus sind allesamt Schnitzwerke des 20. Jahrhunderts. 
Der neobarocke Zelebrationsaltar samt Ambo (beide um 1980 entstanden) stammen ursprünglich aus der Pfarrkirche Bad Zell in Oberösterreich und wurden 2019 nach Ardning geschenkt. 

## Orgel und Geläut
Es gab im frühen 19. Jahrhundert eine Orgel mit acht Registern. Anton Hanel aus Linz baute 1862 ein neues Werk mit sieben Registern, 1947 wurde die Orgel durch einen Brand zerstört.
Im Dachreiter der Filialkirche Ardning hängt ein dreistimmiges Geläut.
- 1. Große Glocke: „Johannes der Täufer und Maria“, St. Florian 1952, Ton d’’
- 2. Michaels-Glocke: „Erzengel Michael“, St. Florian 1948, Ton f’’
- 3. Sterbeglocke: „Benedikt und Josef“, Glockengießerei Grassmayr (Innsbruck) 1996, Ton g’’